# Disphragis disvirens
Disphragis disvirens is een vlinder uit de familie tandvlinders (Notodontidae).
De wetenschappelijke naam van de soort is voor het eerst geldig gepubliceerd in 2011 door James S. Miller.

## Type
- holotype: "male. 3.X.2004. leg. J.S. Miller & E. Tapia"
- instituut: AMNH, New York, Amerika
- typelocatie: "Ecuador, Napo, 5 km. W Cosanga on Cosanga-Río Alíso Road, 2200 m"